# Maner Plaw
Maner Plaw was het in de jungle gelegen guerrillakamp van verschillende Birmese vrijheidsgroepen, waaronder de Karen die strijden tegen de gevestigde orde S.L.O.R.C (the State Law and Order Restoration Council) in Birma (Myanmar). Het kamp was zo goed verborgen in de bergen tegen de grens van Thailand, dat de militaire junta van Birma er tientallen jaren naar op zoek is geweest.
Toen het kamp in 1995 werd verraden, vluchtten de overlevenden naar andere kleinere kampen, bijvoorbeeld Kaw Moo Ra en naar vluchtelingenkampen in Thailand (ongeveer 200.000).
De schattingen zijn dat er 4 miljoen mensen in Maner Plaw woonden, waaronder ook intellectuelen. Veel professoren en studenten zijn namelijk na sluiting van hun universiteiten naar dit guerrillabolwerk gevlucht.